# روبایه

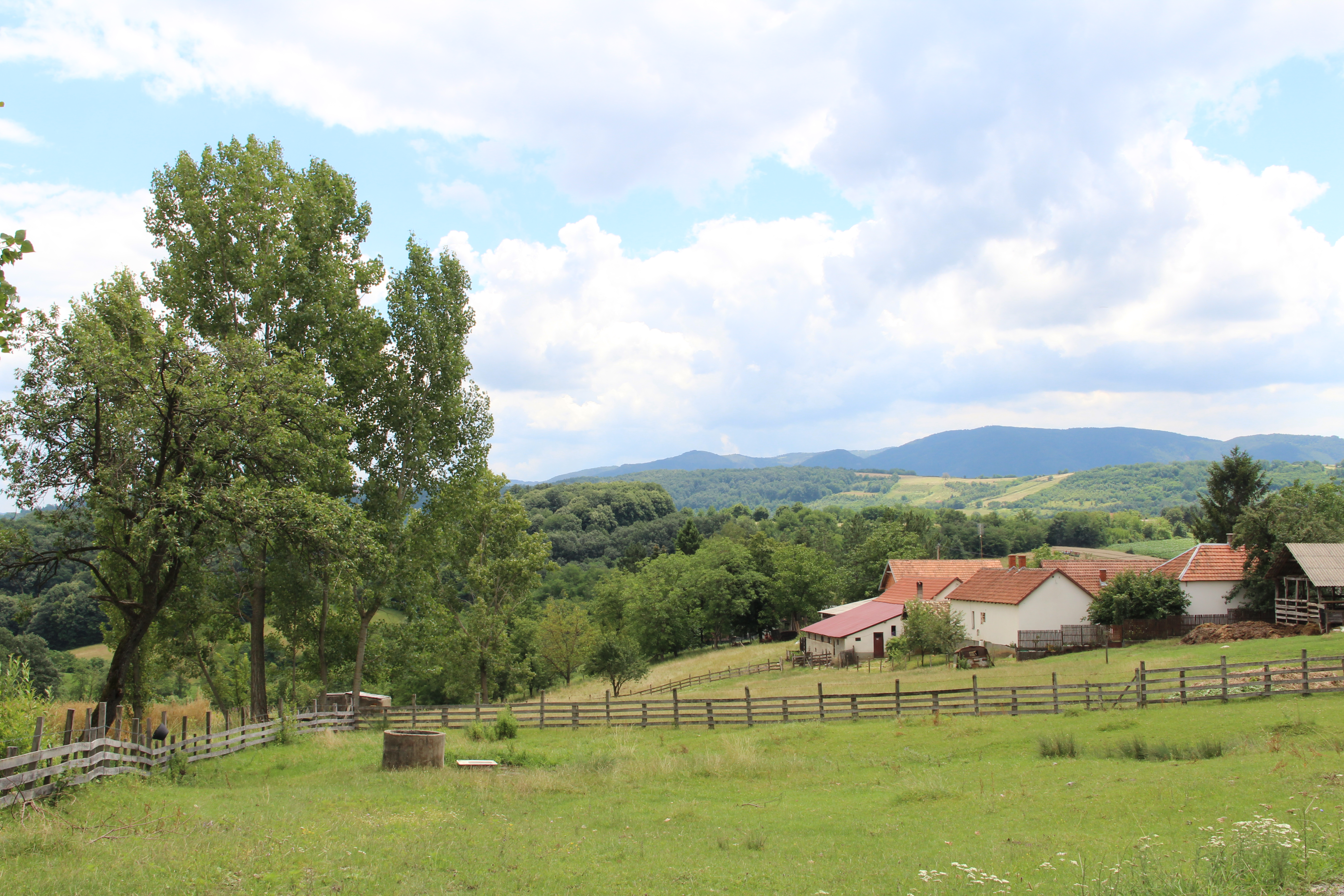

روبایه (صربی: Robaje}} یک منطقهٔ مسکونی در صربستان است که در Mionica واقع شده‌است.